# Saybrook-on-the-Lake
Saybrook-on-the-Lake es un lugar designado por el censo ubicado en el condado de Ashtabula en el estado estadounidense de Ohio. En el Censo de 2020 tenía una población de 1050 habitantes y una densidad poblacional de 130,27 habitantes por km². Fue incluido como CDP en el censo de 2020.

## Geografía
Saybrook-on-the-Lake se encuentra ubicado en las coordenadas 41°52′24″N 80°52′26″O / 41.87333, -80.87389. Según la Oficina del Censo de los Estados Unidos,  tiene una superficie total de 8,06  km², todos correspondientes a tierra firme.